# Matthias Wad
Matthias Wad, född den 18 maj 1816 på Boelsgaarden i Brovst Sogn, Øster Han Herred, död den 16 mars 1897, var en dansk präst, far till Gustav Ludvig Wad. 
Efter att ha genomgått Ålborg katedralskole blev han student 1835 och 1840 teologisk kandidat. Därefter fick han bostad på Borchs Kollegium och var i ett halvt tjog år en eftersökt och mycket uppskattad manuduktör samt en ofta anlitad opponent och respondent – respondentissimus kallades han skämtsamt – vid universitetets disputationer. År 1850 kallades han till tjänst som sognepræst i Seden och Aasum vid Odense, och där kom han, som själv var lärjunge till Grundtvig, in i en grundtvigsk prästkrets, som snart lärde sig att sätta värde både på hans huvud och hans hjärta. 
Vilhelm Birkedal kallade Matthias Wad "en aandelig Adelsmand" och gav honom vitsordet, att den trofaste vännen, som var så olik honom själv, "tilførte ham meget, som han trængte til for sin personlige Udvikling". År 1860 förflyttades Wad till Korsør och Taarnborg, och där verkade han i 35 år med stor nitälskan under mycket uppskattning från alla håll. Annandag pingst 1871 hade han glädjen att predika vid den nya kyrkans invigning. År 1895 tog han sitt avsked med ålderns rätt.